# Counter Extremism Project
Counter Extremism Project (CEP) är ett internationellt, ideellt och icke-statligt forskningsinstitut. Det bekämpar extremistgrupper ”genom att utöva tryck på finansiella stödnätverk, motverka extremisters narrativ och onlinerekrytering, och förespråka starka lagar, policyer och förordningar”.
Organisationen grundades den 22 september 2014 av flera före detta högre regeringstjänstemän, inklusive säkerhetsrådgivaren Frances Townsend, senatorn Joseph Lieberman och FN-ambassadören Mark Wallace. Organisationens mål är att bekämpa global extremism, ursprungligen med fokus på att bekämpa finansieringen, onlinerektryteringen och propagandan av Islamiska staten (IS). I september 2014 hade organisationen kontor i New York, där Förenta nationerna har sitt huvudkontor, och Bryssel, där många av Europeiska unionens viktigaste organ har sina huvudkontor.
CEP är en 501(c)(3)-organisation som kan acceptera skatteavdragsgilla bidrag på konfidentiell basis. Av säkerhetsskäl vägrar CEP i allmänhet att namnge sina finansiella stödjare, med undantag av Thomas Kaplan, en miljardärsinvesterare som också stöder anti-kärnvapensorganisationen United Against Nuclear Iran.

## Arbete
CEP ligger bakom kampanjen Digital Disruption Campaign, som syftar till få konton kopplade till Islamiska staten borttagna från sociala medier för att neka dem tillgång till populära plattformar för att hetsa till våld, sprida sina idéer och rekrytera medlemmar. Kampanjen har särskilt fokuserat på Twitter och uppmanat företaget att anta nya policyer för att förhindra extremister som IS från att missbruka deras plattform, samt att identifiera IS-konton och ta bort dem. IS har i stor utsträckning använt sociala medier, särskilt Twitter, för att rekrytera krigare och för att distribuera propagandafilmer, inklusive klipp som visar halshuggningen av amerikanska journalister och en brittisk biståndstjänsteman. Kampanjen har lett till dödshot mot CEP:s ordförande Frances Townsend på Twitter från jihadistiska konton.
I januari 2022 publicerade CEP en lista över de tjugo personer som bedömdes vara världens farligaste extremister och utgöra det största hotet mot internationell säkerhet. På listan finns flera ledare för terrorklassade organisationer. Framträdande namn på listan är bland andra Hizbollahs ledare Hassan Nasrallah, Hamas politiska chef Ismail Haniya, Muslimska brödraskapets chefsideolog Yusuf al-Qaradawi, och Nordiska motståndsrörelsens ledare Simon Lindberg.